# Pieve di San Lorenzo (Sovicille)
La pieve di San Lorenzo è un edificio sacro che si trova a Sovicille, in provincia di Siena, arcidiocesi di Siena-Colle di Val d'Elsa-Montalcino.

## Storia e descrizione
Sorta alla metà del Trecento, oggi è un semplice edificio a navata unica e con timpano neogotico dovuto ai rifacimenti ottocenteschi durante i quali l'accesso è stato ruotato di 180 gradi; in una porta sulla fiancata funge da architrave un bassorilievo romanico, che raffigura cacciatori che combattono contro un animale mostruoso. Il bel campanile romanico, di una tipologia comune nel contado Senese, è invece originale.
All'interno, nella navata, affreschi cinquecenteschi con al centro la Madonna col Bambino tra i santi Cristoforo e Agata e ai lati Sant'Onofrio e San Martino che dona la veste al povero, una grande composizione riscoperta durante i restauri del 1825 ed attribuita a Giorgio di Giovanni o a Giovan Battista Capanna, il "Capanna senese" probabile primo maestro del Beccafumi.
Nel transetto destro una pala d'altare di Alessandro Casolani con la Madonna col Bambino e i santi Giovanni Evangelista, Michele Arcangelo, Caterina d'Alessandria, Agata, Lorenzo e Pietro, databile al 1606 circa (sarebbe una delle ultime opere del pittore) e ricollocata, dopo il restauro, il 6 agosto 2023.